# Money in the Bank (2013)
Money in the Bank (2013) — це пей-пер-в'ю (pay-per-view) від американського промоушену WWE, яке пройшло 14 липня 2013 у Wells Fargo Center у Філадельфії, Пенсільванія, США. Це було четверте шоу Money in the Bank (до цього (з 2005–2010 років) поєдинки з драбинами «Money in the Bank» проводились на Реслманіях).

## Передісторія
На PPV Payback, яке проходило 16 червня, було анонсовано, що у компанію на PPV Money in the Bank 2013 повертається Роб Ван Дам — колишній чемпіон WWE, ECW, а також колишній Командний, Європейський, Хардкорний та Інтерконтинентальний чемпіон, переможець Money in the Bank у 2006 році. Останній раз Роба можна було побачити у WWE на шоу Royal Rumble 2009, де він протримався на ринзі майже чотирнадцять хвилин і був викинутий Крісом Джеріко. 24 червня на Raw було оголошено, що Ван Дам візьме участь у поєдинку Money in The Bank Ladder match за контракт, який дає змогу поборотися за чемпіонство WWE.
На Raw від 24 червня відбувся тристоронній командний бій за претенденство № 1 на титули командних чемпіонів між Tons of Funk, 3MB та братами Усо. Перемогу одержали останні. Після цього на Smackdown 28 червня брати Усос у команді з Крістіаном перемогли Щит (чемпіона США Діна Емброуза і командних чемпіонів Романа Рейнса і Сета Роллінза). Таким чином, доля титулів командних чемпіонів вирішиться на пре-шоу Money in the Bank.
На Payback Кріс Джеріко змагався проти СМ Панка, де зазнав невдачі, а Райбек програв Джону Сіні у матчі «Три рівні пекла». На Raw 24 червня, після того, як Джеріко переміг Альберто Дель Ріо через дискваліфікацію, а Райбек здолав Великого Калі, обидва реслери звернулися до Віккі Герреро: Райбек вимагав матчу проти Сіни на Money in the Bank, а Y2J запитав, чому його не включили на поєдинок Money in the Bank. В результаті Віккі назначила матч на це пей-пер-вью (PPV) між обома реслерами.
На Raw від 1 липня було оголошено, що Інтерконтинентальний чемпіон Куртіс Аксель захищатиме свій титул від Міза, а Ей Джей Лі буде захищати титул Чемпіонки Дів в матчі проти Кейтлін.
На Raw 24 червня виконавчий віцепрезидент WWE Стефані Макмен оголосила список учасників, які боротимуться за контракт за чемпіонство WWE. Ними стали СМ Панк (який двічі, на Реслманії 24 і Реслманії 25, вигравав Money in the Bank ladder match), Шеймус, Денієл Браян (переможець Money in the Bank ladder match 2011 від Smackdown!), Ренді Ортон, Крістіан, Кейн (переможець SmackDown's Money in the Bank Ladder Match 2010) і РВД (переможець Money in the Bank у 2006 році).
На Smackdown! 28 червня старший радник ГМ цього бренду Теодор Лонг вирішив дати шанс проявити себе молодим реслерам й анонсував, що у Money in the Bank ladder match від Smackdown! братимуть участь такі суперзірки, як Фанданго, Джек Сваггер (переможець Money in the Bank ladder match на Реслманії 26), Вейд Барретт, Коді Роудс, Антоніо Сезаро, Деміен Сендоу і чемпіон США Дін Емброуз.
На Payback Дольф Зігглер втратив світове чемпіонство Альберто Дель Ріо. 24 червня на Raw було оголошено, що Дольф проведе матч-реванш на шоу Money in the Bank за титул чемпіона світу у важкій вазі. На Smackdown! 28 червня Зігглер напав на Дель Ріо під час святкування останнім виграшу титулу чемпіона світу, провівши мексиканцеві Zig Zag й ударивши його персонального ринг-анонсера гітарою.
17 червня на арені Raw Джон Сіна розповів про фанатів, як вони його підтримують і ненавидять. Також він сказав, що наступному чемпіону доведеться заслужити це чемпіонство. Після цього Сіна викрикнув «Чемп тут» і раптом залунала музика Марка Генрі, який вийшов, щоб оголосити про свою відставку. Генрі видав емоційне промо, в якому сказав, що він ніколи не вигравав титулу чемпіона WWE. Після цього Марк сказав своїй дружині й дітям, що повертається додому. Сіна підняв руку Генрі, і в цей момент Марк провів «World's Strongest Slam» Джону. За кулісами Генрі сказав Рене Янгу, що обдурив усіх, і що він збирається виграти титул, яким ще ніколи не володів — титул чемпіона WWE. Пізніше на шоу голова правління WWE Вінс Макмен анонсував, що на Money in the Bank Джон Сіна захищатиме пояс чемпіона WWE від Марка Генрі.

## Результати
| №                                | Поєдинок | Тип поєдинку |
| -------------------------------- | --- | --- |
| MITB Kickoff (preshow)           | Щит (Сет Роллінз і Роман Рейнс) (c) переміг братів Усос                                                                       | Командний поєдинок за титули командних чемпіонів WWE                                                                     |
| 1                                | Райбек переміг Кріса Джеріко                                                                                                  | Поєдинок один на один |
| 2                                | Куртіс Аксель (c) переміг Міза                                                                                                | Поєдинок один на один за Інтерконтинентальне чемпіонство                                                                 |
| 3                                | Ей Джей Лі (c) перемогла Кейтлін                                                                                              | Поєдинок один на один за Чемпіонство Дів                                                                                 |
| 4                                | Ренді Ортон переміг СМ Панка, Шеймуса, Денієла Браяна, Крістіана, Роба Ван Дама                                               | Поєдинок Money in the Bank ladder match за контракт, що дасть можливість змагатися за титул чемпіона WWE                 |
| 5                                | Деміен Сендоу переміг Фанданго, Джека Сваггера, Вейда Барретта, Коді Роудса, Антоніо Сезаро, проти чемпіона США Діна Емброуза | Поєдинок Money in the Bank ladder match за контракт, що дасть можливість змагатися за титул чемпіона світу у важкій вазі |
| 6                                | Альберто Дель Ріо (c) переміг Дольфа Зігглера                                                                                 | Поєдинок один на один за титул чемпіона світу у важкій вазі                                                              |
| 7                                | Джон Сіна (c) переміг Марка Генрі                                                                                             | Поєдинок один на один за титул чемпіона WWE                                                                              |
| (c) – чемпіон на момент поєдинку | | |

## Оцінки
Дейв Мельтцер з журналу Wrestling Observer Newsletter оцінив шоу наступним чином (максимальна оцінка – 5):
- Щит проти Усос – 3.5
- Money in the Bank від Smackdown! – 3.75
- Аксель проти Міза – 2.25
- Ей Джей Лі проти Кейтлін – 1.5
- Джеріко проти Райбека – 2.0
- Дель Ріо проти Зігглера – 3.5
- Сіна проти Генрі – 3.25
- Money in the Bank від RAW – 4.5
- Середній рейтинг шоу – 3.03

## Зовнішні посилання
- Результати шоу на офіційному сайті WWE [Архівовано 7 серпня 2013 у Wayback Machine.]